# Ингрид Добеши
Ингрид Добeши (Ingrid Daubechies) е белгийска физичка и математичка, известна с приносите си във функционалния анализ, приложната математика, приложението на уейвлетите в компресията на изображения, и други.
Между 2004 г. и 2011 г. Добеши е професор по приложна математика в Принстънския университет. От 2011 г. е професор по математика в университета Дюк. Тя е първата жена председател на Международния математически съюз (избрана през 2011 г., с мандат до 2014 г.).

## Биография
Ингрид Добеши е родена в Хаутхален, Белгия, през 1954 г. Дъщеря на Марсел Добеши (минен инженер) и Симон Дюран (тогава домакиня, по-късно криминолог). Завършва гимназия в Тьорнхаут и постъпва в Свободния университет на Брюксел на 17 г. 

## Научна биография
Завършва бакалавърска степен в Свободния университет на Брюксел през 1975 г. През следващите години посещава многократно Центъра за теоретична физика (CNRS – Le Centre de Physique Théorique) в Марсилия, където сътрудничи с Александър Гросман (Alexander Grossmann). Тази работа става по-късно основа на докторската ѝ дисертация . Започва работа в Свободния университет на Брюксел, където през 1981 г. е асистент-професор, а през 1985 г. е асоцииран професор.
По-голямата част от 1986 г. Добеши прекарва в Института Куран на Нюйоркския университет. Там тя прави най-важното си откритие: конструира непрекъснати уейвлети на компактен носител, поради което теорията на уейвлетите ще навлезе в областта на дигиталната обработка на сигнала. От 2004 г. до края на 2010 г. Добеши е професор по математика в Принстън. Тя е първата жена пълен професор по математика в Принстънския университет. През 2011 г. започва работа в университета Дюк, където е пълен професор по математика.
През 2012 г. крал Албер II я удостоява с благородническата титла баронеса.
Във функционалния анализ името ѝ се свързва най-вече с две понятия:
- ортогоналните уейвлети на Добеши
- и биортогоналните уейвлети на Коен-Добеши-Фово, които се използват в стандарта за компресия на изображения JPEG 2000.